# Puertomarín
Puertomarín (w jęz. galicyjskim Portomarín) – miasto w Hiszpanii w Galicji w prowincji Lugo, 27 km od Lugo.